# 스미요시 정류장
스미요시 정류장(일본어: 住吉停留場, すみよしていりゅうじょう)은 일본 오사카부 오사카시 스미요시구에 있는 한카이 전기 궤도의 정류장이다. 역 번호는 HN10이다.

## 역사
- 1910년 10월 1일: 난카이 철도 우에마치 선의 스미요시진자마에 역이 영업 개시.
- 1911년 12월 1일: 한카이 전기 궤도의 스미요시 정류장 개업.
- 1913년 7월 2일: 난카이 철도 우에마치 선 스미요시진자마에 ~ 스미요시(현, 스미요시코엔) 구간이 개통하고 전통.
- 1915년 6월 21일: 난카이 철도가 한카이 전기 궤도에 합병되어 우에마치 선 스미요시진자마에 역을 한카이 선 스미요시 정류장에 통합.
- 1944년 6월 1일: 회사 합병에 의하여 긴키 닛폰 철도의 역이 됨.
- 1947년 6월 1일: 회사 분리로 인한 난카이 전기철도의 역이 됨.
- 1980년 12월 1일: 난카이 전기철도의 분사로 한카이 전기 궤도의 역이 됨.
- 2016년 1월 31일: 우에마치 선 스미요시 ~ 스미요시코엔 구간이 폐지되고 우에마치 선의 종점이 됨.

## 이용 가능 철도 노선
- 한카이 전기 궤도
  - 한카이 선
  - 우에마치 선

우에마치 선의 종점이지만 모든 전차가 한카이 선의 아비코미치, 하마데라에키마에 방향으로 직통한다. 실제 운전 계통에서는 아비코미치에서 앞의 노선이 연장 운행되는 것은 우에마치 선 계통만 되고 있어 본래의 한카이 선인 에비스초 방면 쪽이 지선 취급이 된다.

## 역 구조
한카이 선과 우에마치 선이 합류 및 분기되는 스미요시 사거리를 중심으로 동쪽과 남북으로 플랫폼 또는 안전 지대가 1면씩 설치되어 있으며, 합계 3면 3선이다. 스미요시코엔 정류장이 폐지되기 이전에는 교차점은 평면교차했고, 서쪽으로 스미요시코엔 정류장 시발 열차가 정차하는 4번 승강장이 있어야 했으며 4번 승강장 건너편에 설날 3일 동안에만 사용하는 플랫폼이 있었다. 우에마치 선 덴노지 역앞 방향 ~ 한카이 선 아비코미치 방면에는 건늠선이 있다. 또한, 우에마치 선의 덴노지 역앞 방향에 스프링 포인트를 사용한 상하 건늠선이 있다.
스미요시코엔 정류장의 폐지 이전에는, 설날 3일 동안에 교통 규제 시행 중은 스미요시코엔 발착 계통 이외의 하행선 전차는 본 역을 통과했다. 스미요시코엔 발착 계통도 통상의 플랫폼이 아닌 앞의 4번 승강장 건너편 임시 역사를 우선적으로 사용했다. 스미요시코엔 정류장이 폐지된 2017년부터는 아비코미치 방면의 하행 열차도 정차하게 되었지만, 한카이 선 계통 및 우에마치 선 계통도 함께 사거리 남쪽의 임시 플랫폼에서 승하차를 취급하게 되었다.
스미요시코엔 정류장 폐지로 인하여, 2번 승강장과 3번 승강장의 역명판이 갱신되었다.

## 역 주변
- 스미요시다이샤
- 스미요시 공원
- 스미요시 경찰서

## 사진

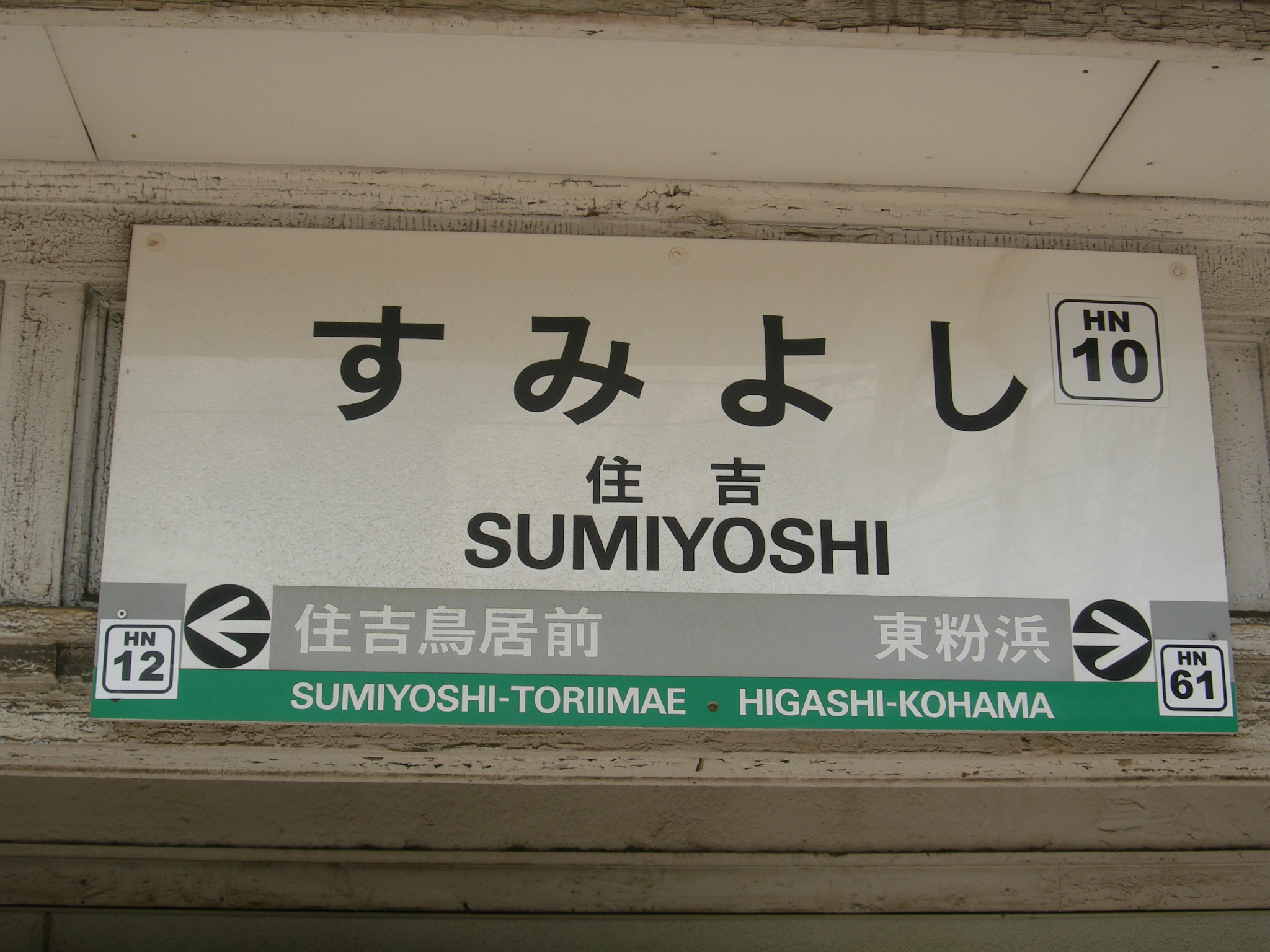
역명판

## 인접역
| 한카이 전기 궤도 ■ 한카이 선    | 한카이 전기 궤도 ■ 한카이 선 | 한카이 전기 궤도 ■ 한카이 선                  |
| ------------------------------- | ---------------------------- | --------------------------------------------- |
| HN61 히가시코하마 에비스초 방면 |                              | 스미요시토리이마에 HN12 하마데라에키마에 방면 |
| 한카이 전기 궤도 ■ 우에마치 선  |                              |                                               |
| HN09 가미노키 덴노지 역앞 방면  |                              | 스미요시토리이마에 HN12 하마데라에키마에 방면 |